# Gran Premi d'Hongria del 2001
Resultats del Gran Premi d'Hongria de la temporada 2001 disputat al circuit de Hungaroring el 19 d'agost del 2001.

## Classificació
| Pos | No | Pilot                 | Equip              | Voltes | Temps/ Retirada  | Pos. de sortida | Punts |
| --- | -- | --------------------- | ------------------ | ------ | ---------------- | --------------- | ----- |
| 1   | 1  | Michael Schumacher    | Ferrari            | 77     | 1h 41' 50. 3     | 1               | 10    |
| 2   | 2  | Rubens Barrichello    | Ferrari            | 77     | + 3.363 s        | 3               | 6     |
| 3   | 4  | David Coulthard       | McLaren - Mercedes | 77     | + 3.94 s         | 2               | 4     |
| 4   | 5  | Ralf Schumacher       | Williams - BMW     | 77     | + 49.687 s       | 4               | 3     |
| 5   | 3  | Mika Häkkinen         | McLaren - Mercedes | 77     | + 1' 10.293 min. | 6               | 2     |
| 6   | 16 | Nick Heidfeld         | Sauber - Petronas  | 76     | + 1 Volta        | 7               | 1     |
| 7   | 17 | Kimi Räikkönen        | Sauber - Petronas  | 76     | + 1 Volta        | 9               |       |
| 8   | 6  | Juan Pablo Montoya    | Williams - BMW     | 76     | + 1 Volta        | 8               |       |
| 9   | 10 | Jacques Villeneuve    | BAR - Honda        | 75     | + 2 Voltes       | 10              |       |
| 10  | 12 | Jean Alesi            | Jordan - Honda     | 75     | + 2 Voltes       | 12              |       |
| 11  | 19 | Pedro de la Rosa      | Jaguar - Cosworth  | 75     | + 2 Voltes       | 13              |       |
| 12  | 14 | Jos Verstappen        | Arrows - Asiatech  | 74     | + 3 Voltes       | 21              |       |
| Ret | 7  | Giancarlo Fisichella  | Benetton - Renault | 67     | Motor            | 15              |       |
| Ret | 22 | Heinz-Harald Frentzen | Prost - Acer       | 63     | Virolla          | 16              |       |
| Ret | 20 | Tarso Marques         | Minardi - European | 63     | Pressió de l'oli | 22              |       |
| Ret | 9  | Olivier Panis         | BAR - Honda        | 58     | Part elèctrica   | 11              |       |
| Ret | 11 | Jarno Trulli          | Jordan - Honda     | 53     | Hidràulics       | 5               |       |
| Ret | 21 | Fernando Alonso       | Minardi - European | 37     | Frens            | 18              |       |
| Ret | 8  | Jenson Button         | Benetton - Renault | 34     | Virolla          | 17              |       |
| Ret | 15 | Enrique Bernoldi      | Arrows - Asiatech  | 11     | Virolla          | 20              |       |
| Ret | 23 | Luciano Burti         | Prost - Acer       | 8      | Virolla          | 19              |       |
| Ret | 18 | Eddie Irvine          | Jaguar - Cosworth  | 0      | Virolla          | 14              |       |

## Altres
- Pole: Michael Schumacher 1' 14. 059

- Volta ràpida: Mika Häkkinen 1m 16. 723 (a la volta 51)